# 벤 10: 에일리언 포스
벤 10: 에일리언 포스(Ben 10: Alien Force)는 벤 10의 후속작이다. 카툰네트워크에서 방영중인 만화이다. 이 벤 10 : 에일리언포스는 원작 벤 10의 5년 뒤를 배경으로 한다. 벤10이 초등학생인 벤을 다룬다면 이번 벤10: 에일리언포스는 15살이 된 벤과 그웬과 개과천선한 케빈(16살)이 주인공으로 등장한다.

## 등장인물

### 메인 캐릭터
벤저민 커비 "벤" 테니슨(Benjamin Kirby "Ben" Tennyson)

성우 : 김영선 
애칭은 벤(Ben), 이 시리즈 주인공이다. 이 시리즈에서 15살이 된 벤은 언제나처럼 모험심에 가득 차 있다.
 맥스 할아버지가 실종되면서, 벤은 예전의 에일리언 영웅들이 아닌 새로운 에일리언 영웅들에게 적응해 나가며 어린 배관공 후예들을 이끌며 새로운 적 DN 에일리언과 어둠의 기사단에 맞서 싸운다.
 이번 시리즈에선 옴니트릭스가 신형으로 교체되면서 에일리언의 변신 가능 숫자는 사실상 제한이 없어지나 벤은 그 사실을 몰라서 늘 10개만 다룬다.
 교체되었던 옴니트릭스는 외계인군대를 무찌른뒤 망가지고 얼티메이트 버전으로 업그레이드가 되며 이 얼티메이트 옴니트릭스는 후속작 벤10:얼티메이트 에일리언에서 사용한다. 
케빈의 차를 타면 늘 뒷자석에 타는데 이는 벤이 그웬과 케빈과는 달리 자주 밖과 안을 드나들어야 하는 이유로 뒷자리에 앉는다.
그웬돌린 "그웬" 테니슨(Gwendolyn "Gwen" Tennyson)

성우 : 김선혜 

애칭은 그웬(Gwen), 이전의 장난끼 어린 모습은 사라지고 성숙한 모습으로 자란 그웬. 배관공 후예이자 자연의 힘 마나를 이용해 훨씬 강력한 마법을 사용한다.
 DN에일리언과 어둠의 기사단등에 맞서 벤과 케빈을 도와준다. 사실 그웬은 마법은 에노다이트이기에 마술의 힘을 이용해 마법을 사용하는 것으로 때때로 에노다이트로 변한다. 이 에노다이트 능력은 할머니로부터 유전되었고 이를 통해 마나를 이용하는 것이다. 새로 합류한 케빈과 서로 좋아하는 사이다. 전작과는 이번 시리즈부터는 그웬은 마법주문을 외우지 않는다. 케빈의 차를 타면 늘 조수석에 앉는다 벤과는 달리 급하게 내릴 필요가 없는 탓에 벤은 안전벨트를 하지 않는 반면 그웬은 늘 안전벨트를 착용한다.
케빈 이튼 레빈(Kevin Ethan Levin)

성우 : 엄상현

케빈은 원래 전작에서는 악당 캐릭터로 등장을 하였으나, DN에일리언에 크게 사기를 맞아서 복수를 위해 벤과 그웬에 합류를 한다.
 초기에는 여전히 악당 시절의 버릇이 남아서 실종된 맥스의 버스(이 버스는 맥스가 배관공시절 사용하던 장갑차를 개조한 것이다. 겉으로는 버스같아 보여도 실은 특수장갑차량이다.)를 팔어버릴려다 벤에게 발각되어 어쩔 수 없이 오해를 풀기 위해 있다가 그웬에게 반해 개과천선을 하게 된다.
 케빈은 철, 바위, 플라스틱등 고밀도의 물체를 만지면 그 물체로 피부를 뒤덮는다. 케빈은 벤과 그웬보다 1살이 많다.
 결국 버스를 작동불능 상태로 만들어 버려 대신에 케빈의 차로 이동수단이 바뀌고 대신 배관공 본부로부터 돈을 받아 늘 이 자금으로 차를 수리하고 개조를 한다. 그리고 나중에 벤과 옴니트릭스를 개조를 시도하다 옴니트릭스를 터뜨려 결국 옴니트릭스의 프라이머스액을 뒤짚어 써서 돌연변이가 되고 훗날 DN에일리언을 물리치고 난뒤에 빌객스와의 최후의 결전에서 옴니트릭스가 파괴되어서야 원래대로 돌아온다.

### 서브 캐릭터
맥스웰 "맥스" 테니슨(Maxwell "Max" Tennyson)

성우 : 장광 

애칭은 맥스(Max), 전작인 벤 10에서는 메인캐릭터였으나 이번 벤 10: 에일리언 포스에서는 서브 캐릭터가 되었다. 
 어느날 벤이 옴니트릭스를 발견했을 때 그것에 대해 처음봤음에도 잘아는게 이상하다.
 맥스는 어느날 돌연실종되는데, 나중에 벤이 러슈모어의 배관공본부를 찾아 보이드건(Void Gun)으로 보이드공간에 들어가 맥스와 만나고 여기서 애니모 박사가 발견되자 벤은 애니모 박사를 영원히 없애고 보이드 공간을 안전하게 하고 맥스를 구하려고 하였으나 맥스는 아직 보이드 공간에서 할 것이 남았다며 벤은 현실세계로 돌려보내고, 다시 실종된다.